# Еталон смерекового насадження (Верховинський район, Яловичорське лісництво, кв. 14, вид. 16)
Етало́н смере́кового наса́дження — ботанічна пам'ятка природи місцевого значення в Україні. Об'єкт розташований на території Верховинського району Івано-Франківської області, на південь від села Яблуниця. 
Площа 2,6 га. Статус отриманий у 1972 році. Перебуває у віданні ДП «Гринявський держлісгосп» (Яловичорське л-во, кв. 14, вид. 16).